# Antoine Benoist (graveur)
Pour les articles homonymes, voir Antoine Benoist et Benoist.
Antoine Benoist, né vers 1721 probablement à Tracy-le-Mont, et mort en août 1770 à Londres, est un dessinateur et graveur français. Il passe une grande partie de sa vie professionnelle à Londres et est connu sous le nom d'Anthony Benoist.

## Biographie
Né probablement à Tracy-le-Mont en Picardie, il est le fils de l'artiste Jean-Isaac Benoist. La date de naissance 1721 traditionnellement donnée est remise en question et considérée comme probablement trop tardive dans l'Oxford Dictionary of National Biography. Certains de ses dessins de la sculpture de Notre-Dame de Paris ont été datés de la fin des années 1720. Ils ont survécu dans les gravures de Bernard de Montfaucon. Il dessine également la sculpture à la Basilique de Saint-Denis.
En 1735, Antoine Benoist est amené en Angleterre par le graveur Claude du Bosc. Il trouve un autre emploi comme professeur de dessin dans des familles aisées.
Pendant la guerre de Succession d'Autriche, et au moins entre 1744 et 1747, il travaille à Paris. Antoine Benoist meurt à Londres en août 1770.

## Œuvres

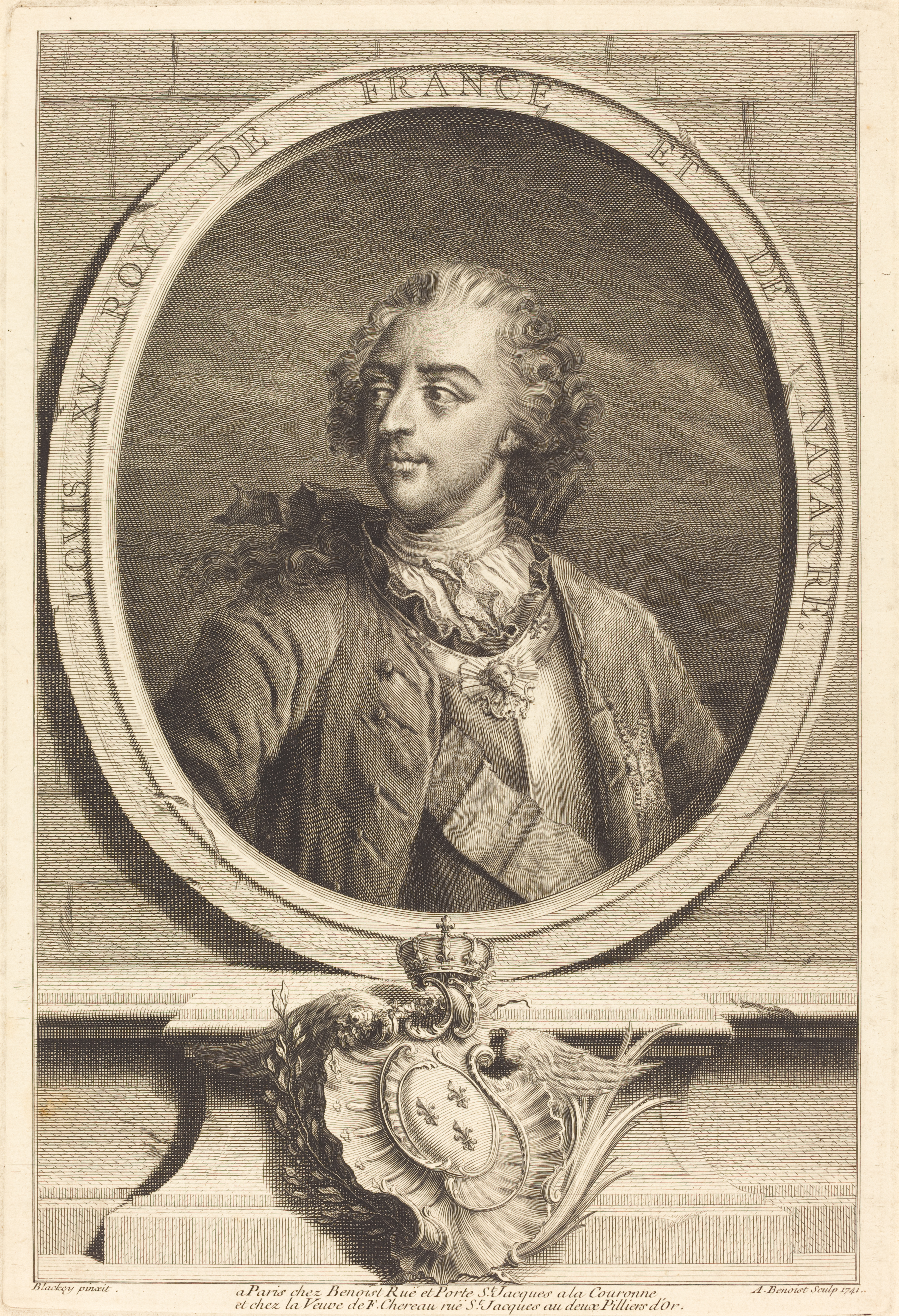
Portrait de Louis XV par Antoine Benoist d'après Jakob Christoffel Le Blon d'après Nicholas Blakey.Gravure à l'eau-forte sur papier vergé en 1741.

Parmi les gravures d'Antoine Benoist figure un portrait de Louis XV, d'après Nicholas Blakey, daté de 1741. Il entreprend des travaux de toutes sortes et grave une carte des Jardins de Kew sous le titre Plan des jardins royaux de Richmond, v. 1750.
Il a été le premier à graver un match de cricket. Cette œuvre faisait partie d'un ensemble de dessins réalisés par Francis Hayman, pour les Jardins de Vauxhall, et a été publiée en 1743. Cette année-là, il a gravé une vue de Peak District pour Thomas Smith de Derby, de Dovedale, dans un recueil réédité plus tard par John Boydell,.
Dans les années 1740, Antoine Benoist avec Louis Truchy ont réalisé les gravures de la série Pamela de 12 tableaux de Joseph Highmore.
Plus tard, Antoine Benoist a gravé des œuvres de Dominic Serres liées à des scènes de la guerre de Sept Ans, telles que la prise de Belle-Île et le siège de Québec, avec des dommages de guerre causés à la cathédrale de la ville (que Serres n'avait pas visitée),.

### Frise desMaçons factices
Antoine Benoist a réalisé une frise sur deux planches représentant The Grand Procession of the Scald Miserable Masons, datée de 1742, retraçant un événement du 27 avril ayant eu lieu lors d'une parade maçonnique. Il est long de plus d'un mètre.
L'historien de l'art Vic Gatrell considère que cette œuvre documente ce qui était effectivement le dernier souffle de la tradition du charivari de Londres, à travers des spectacles irrespectueux dans lesquels « des hommes à dos d'âne soufflaient dans des cornes de vache et tapaient sur des tambours » :

« Son ambition est commémorée dans l'une des plus grandes gravures topographiques du dix-huitième siècle. »

William Hone (en) en parle dans son Every-day Book, publié pour la première fois en 1825-1826. Albert Mackey date ce spectacle satirique de 1741, avec un premier événement en mars suivi d'une procession plus complète le 27 avril. Il précise que la véritable procession maçonnique annuelle qu'elle visait a été interrompue, mais en 1757. Les organisateurs des Mock Masons étaient Paul Whitehead et Esquire Carey, chirurgien de Frédéric de Galles. On trouve une description détaillée de la procession dans un catalogue du British Museum de 1877. Le récit de Hone présente une gravure d'après une gravure de 1741 représentant une procession fictive, ce dessin étant provisoirement attribué à Whitehead sur la base des commentaires de son biographe Edward Thompson,.

### Œuvres attribuées
Il existe un autre graveur nommé Benoist à cette époque, ce qui entraîne des problèmes d'attribution. Il s'agit de C. L. Benoist, né à Paris, qui est venu à Londres avec Claude du Bosc en 1712.
Certaines gravures pour Frédéric, prince de Galles, vues de Malte reproduisant des œuvres de Joseph Goupy, peuvent avoir été d'Antoine ou de C. L. Benoist. Le British Museum crédite Antoine, tout comme le Cleveland Museum of Art,. Certaines eaux-fortes représentant les batailles et les sièges des armées françaises sous le règne de Louis XIV sont encore attribuées à ces deux graveurs. Antoine a gravé de telles œuvres, alors qu'il était à Paris dans les années 1740. Selon le Bénézit, C. L. Benoist a gravé des scènes sportives de son cru et est retourné à Paris à un moment donné.